# Pedro Urraca Rendueles
Pedro Urraca Rendueles (Valladolid, 22 de enero de 1904-Madrid, 14 de septiembre de 1989) fue un policía español, conocido por ser el jefe de operación de la represión organizada por la dictadura de Francisco Franco para detener a las principales autoridades de la Segunda República en el exilio. 

## Biografía
El 22 de febrero de 1904 nació en Valladolid. Con seis años se marchó interno a San Sebastián, y en esa ciudad y también en Bilbao cursará estudios de Comercio. En 1922 finaliza sus estudios de perito mercantil y ese mismo año cumplió sus obligaciones militares en el Cuerpo de Infantería de Marina. Luego estuvo en Cuba hasta 1925 y un año después es enviado al Batallón de Radiotelegrafía de Campaña de las islas Canarias.
Regresó a Valladolid en 1928, habiendo viajado antes por las colonias francesas, inglesas y españolas de la costa africana. En 1929 logró ingresar en la Escuela de Policía en Madrid, donde se licenció ese mismo año. A finales de año comenzó a trabajar en la sección de orden público del Cuerpo de Vigilancia. En 1930 se casa con Elena Cornette. En 1933, ya instaurada la Segunda República Española, logró el ascenso a agente de segunda clase.
El Golpe de Estado en España de julio de 1936 que dio lugar a la guerra civil española le sorprende en la zona republicana. En 1937 consigue un ascenso profesional incorporándose a la oficina de inspección de guardia de la Dirección General de Seguridad republicana pero poco después decide pasarse al bando rebelde, probablemente porque intuyó qué bando ganaría finalmente la guerra. Esta deserción la realizó en octubre primero embarcando en Valencia rumbo a la costa francesa y después a París. Regresa a la zona sublevada para combatir contra la República en el bando sublevado. Sale airoso de un duro interrogatorio en Valladolid sobre su pasado republicano y en diciembre de 1937 es requerido por el Comité de Moneda Extranjera, con sede en Burgos, para viajar a Londres y París. A finales de 1939, cuando gana la plaza de agente agregado en la Embajada de España en París.
Ya iniciada la Segunda Guerra Mundial, en 1940 se produjo la ocupación de Francia por las fuerzas del Eje. Con ello, miles de republicanos españoles quedaron a merced de la Gestapo. Tras esto, Urraca comenzó a dirigir una red de agentes secretos distribuidos por el país galo dedicada al espionaje y la detención de dirigentes republicanos para conducirlos a la frontera española. La lista de perseguidos es muy extensa: Julián Zugazagoitia (ministro de la Gobernación con Negrín, detenido en París, entregado y fusilado en Madrid), Manuel Portela (expresidente del Consejo de Ministros), Josep Tarradellas, Juan Morata (subsecretario de Gobernación) o Mariano Ansó (ministro de Justicia) y otros muchos. También siguió los pasos de Antonio María Sbert, Joan Puig i Ferrater y Federica Montseny. Fue el autor, el 13 de agosto de 1940, de la detención de Lluís Companys y ejecutó su entrega en Irún a las autoridades españolas, que lo fusilaron semanas después, el 15 de octubre.
En 1942 fue ascendido y tuvo con el control de los visados de los pasaportes de quienes solicitaban entrar en España, con lo que se aprovechó del genocidio nazi engañando y extorsionando a judíos que huían de la Francia ocupada. Pedro les facilitaba los trámites y les ofrecía enviarles sus bienes después de que entraran en tierra española, pero estos casi nunca llegaban, de forma que se enriqueció considerablemente. Al acabar el conflicto mundial fue condenado a muerte en 1948 por el Estado francés por su colaboración con el régimen de Vichy y la Gestapo (agente E. 8.005, alias Unamuno), pero para entonces ya hacía meses que había huido a España. Además se beneficiaría de las amnistías de 1953 y 1974. A su vuelta a España pasó a trabajar para el Cuerpo General de Policía, llegando a Comisario principal. Se sabe que el 5 de noviembre de 1982 obtuvo un permiso para entrar en Francia. No está claro cuándo se jubila: algunas fuentes hablan de 1969 y otras lo alargan hasta 1983 y añadiendo que los últimos años de su servicio los pasó luchando contra ETA.
Falleció en Madrid el 14 de septiembre de 1989, enfermo y arruinado.

## Documental
En 2022 se realizó un documental sobre Urraca titulado Urraca, cazador de rojos.